# Diecezja Mỹ Tho
```

```

Diecezja Mỹ Tho – diecezja rzymskokatolicka w Wietnamie. Powstała w 1960 z terenu wikariatu apostolskiego Sajgonu.

## Lista biskupów
- Joseph Trần Văn Thiện † (1960 - 1989)
- André Nguyễn Văn Nam † (1989 - 1999)
- Paul Bùi Văn Đọc (1999 - 2013)
  - Paul Bùi Văn Đọc (2013 - 2014) (administrator apostolski)
- Pierre Nguyễn Văn Khảm od 2014